# Họ Cá voi xám
Eschrichtiidae là một họ cá voi trong tiểu bộ cá voi tấm sừng hàm. Kết quả công bố năm 2011, họ này được xem là đơn ngành.

## Các chi
Họ này có ít nhất 5 chi đã được công nhận, nhưng chỉ có một chi đơn loài còn sinh tồn là loài cá voi xám,Eschrichtius robustus.
- Eschrichtius Gray, 1864 (Đồng nghĩa: Cyphonotus Gray, 1850 accepted as Eschrichtius Gray, 1864; Rachianectes Trouessart, 1898; * Rhachianectes Cope, 1869; Rhachionectes Winge, 1942)[3]
- †Archaeschrichtius[4]
  - Loài đặc trưng: Archaeschrichtius ruggieroi (Bisconti & Varola, 2006)
- †Eschrichtioides[5]
  - Cetotherium gastaldii (Bisconti, 2008)
- †Gricetoides[6]
  - Gricetoides aurorae (Whitmore & Kaltenbach, 2008)
- †Megapteropsis

## Hình ảnh

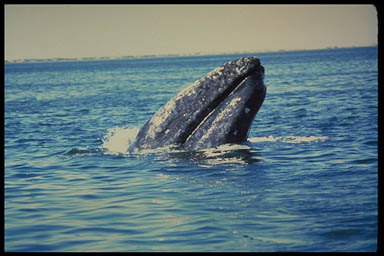
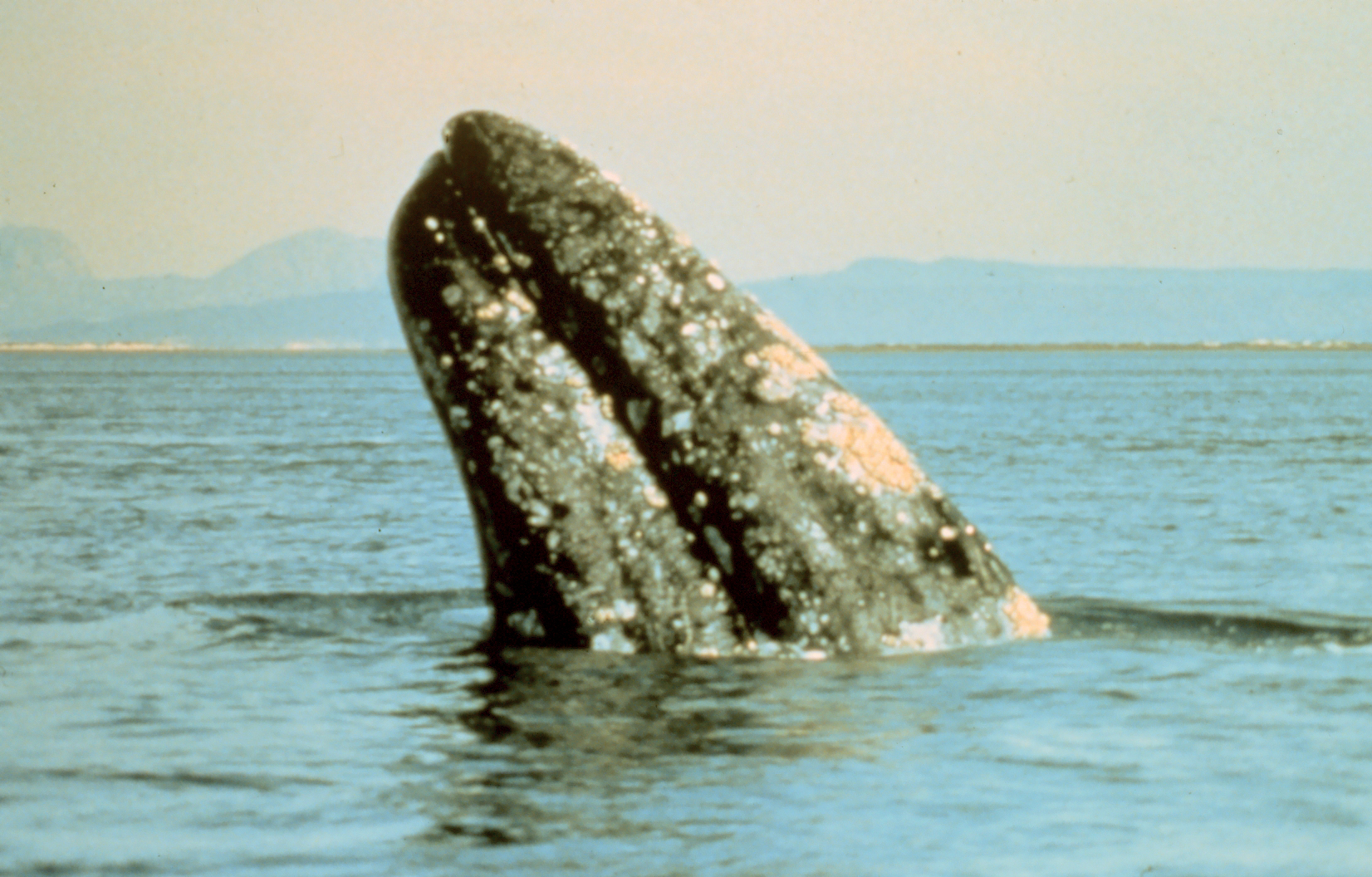